# Alcide Giuseppe Marina
Alcide Giuseppe Marina CM (* 24. März 1887 in Santimento, Provinz Piacenza, Italien; † 18. September 1950) war ein italienischer Ordensgeistlicher, römisch-katholischer Erzbischof und Diplomat des Heiligen Stuhls.

## Leben
Alcide Giuseppe Marina trat der Ordensgemeinschaft der Lazaristen bei und empfing am 18. Dezember 1909 das Sakrament der Priesterweihe.
Am 7. März 1936 ernannte ihn Papst Pius XI. zum Titularerzbischof von Heliopolis in Phoenicia und bestellte ihn zum Apostolischen Delegaten in Persien. Kardinalstaatssekretär Eugenio Kardinal Pacelli spendete ihm am 24. Mai desselben Jahres die Bischofsweihe; Mitkonsekratoren waren der emeritierte Erzbischof von Lima, Emilio Juan Francisco Lissón y Chávez CM, und der Sekretär der Kongregation für die Evangelisierung der Völker, Kurienerzbischof Celso Costantini. Am 18. April 1945 bestellte ihn Papst Pius XII. zum Apostolischen Delegaten in der Türkei. Von 1945 bis 1947 war Marina zudem Apostolischer Administrator des Apostolischen Vikariates Istanbul. Alcide Giuseppe Marina wurde am 22. März 1947 Apostolischer Nuntius im Libanon.